# Bremens pendeltåg

Bremens pendeltåg (tyska: Regio-S-Bahn Bremen/Niedersachsen) är ett S-Bahn-nät i Tyskland som täcker området i Bremenregionen. Banan sträcker sig från Bremerhaven i norr till Twistringen i söder och Oldenburg i väst. Linjerna 1 till 4 sattes i drift den 12 december 2010.

## Linjer
S-Bahn-nätet i Bremen omfattar linjerna RS 1 till RS 6 och utgör den centrala axeln för stadstrafiken samt förbindelserna till de omkringliggande regionerna. 

### RS 1
Linje RS 1, som utgör ryggraden i nätet, förbinder Verden (Aller) med Bremen-Farge och löper parallellt med Weser genom stadens område. På sträckan mellan Bremen-Vegesack och Bremen Hauptbahnhof erbjuds kvartstrafik måndag till lördag. Under högtrafik råder halvtimmestrafik på hela sträckan från Bremen-Farge till Verden (Aller). Utanför högtrafik gäller halvtimmestrafik fram till Bremen Hauptbahnhof, där ett tåg i timmen fortsätter till Verden (Aller). 

### RS 2
Linje RS 2 utgör en nord-sydlig förbindelse från Bremerhaven-Lehe till Twistringen och trafikeras med timmestrafik. Under högtrafik erbjuds dock halvtimmestrafik i riktning med den största efterfrågan (Bremerhaven-Lehe – Bremen Hbf) – på morgonen i riktning mot Bremen Hauptbahnhof och på eftermiddagen i riktning mot Bremerhaven.  

### RS 3/RS 30
Linje RS 3 ersätter den tidigare regionaltågförbindelsen Bremen–Oldenburg och har förlängts till Bad Zwischenahn. Sedan 2022 trafikeras sträckan dagtid endast till Oldenburg, medan sträckan till Bad Zwischenahn har övertagits av den nya linjen RS 30. RS 30 erbjuder dessutom en snabb förbindelse mellan Bremen och Oldenburg och stannar endast i Delmenhorst och Hude. Om RS 3 inte fortsätter till Bad Zwischenahn går tågen istället till Wilhelmshaven.

### RS 4
Linje RS 4 förbinder Bremen med Nordenham och trafikeras med timmestrafik. Den erbjuder en viktig förbindelse till städerna längs Weser och kompletteras med hållplatser som Kirchhammelwarden, som återöppnades 2014.  

### RS 6
Linje RS 6 förbinder Rotenburg (Wümme) med Verden (Aller) och är den enda sträckan som inte går genom Bremen. Den trafikeras dagtid med tvåtimmarsintervaller och under högtrafik med timmestrafik.  

### Linjeöversikt
| Linje | Sträcka                                                        | Längd   |
| ----- | -------------------------------------------------------------- | ------- |
| RS1   | Bremen-Farge–Bremen-Vegesack                                   | 10,4 km |
| RS1   | Bremen-Vegesack – Bremen-Burg – Bremen Hbf                     | 17,2 km |
| RS1   | Bremen Hbf –Verden                                             | 35,7 km |
| RS2   | Bremerhaven-Lehe –Bremerhaven Hbf – Bremen-Burg – Bremen Hbf   | 65,5 km |
| RS2   | Bremen Hbf –Twistringen                                        | 41,9 km |
| RS3   | Bremen Hbf – Hude – Oldenburg Hauptbahnhof (– Bad Zwischenahn) | 56 km   |
| RS3   | Oldenburg Hauptbahnhof – Wilhelmshaven                         | 52,4 km |
| RS30  | Bremen Hbf – Hude – Oldenburg Hauptbahnhof – Bad Zwischenahn   | 56 km   |
| RS4   | Bremen Hbf – Hude – Nordenham                                  | 71,3 km |
| RS6   | Verden (Aller) – Rotenburg (Wümme)                             | 27,1 km |

## Övergång till buss- och spårvägsnätet

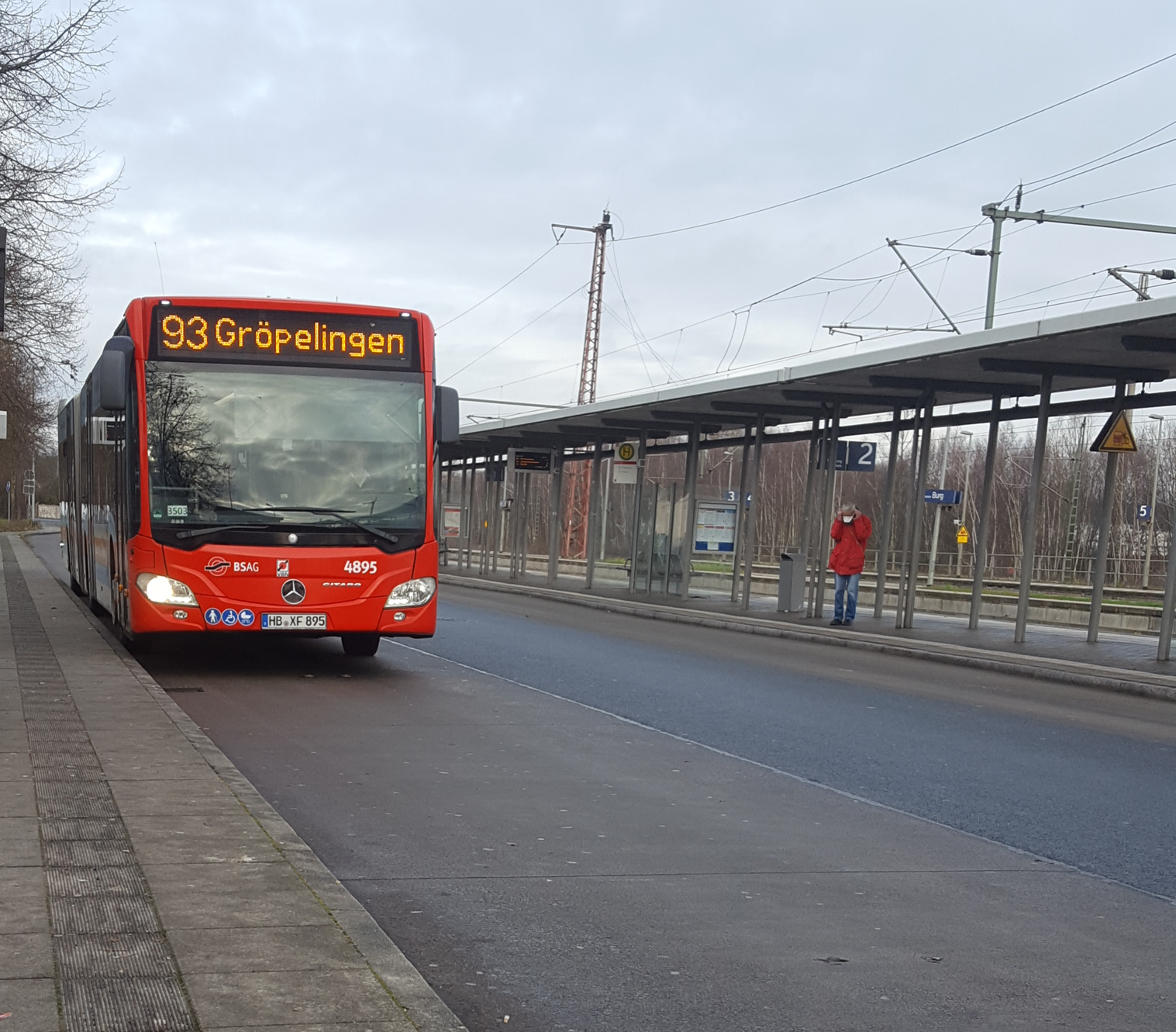
Busslinje 93 från BSAG vid Bremen-Burg station

Vid så gott som varje station för Bremens pendeltåg finns det möjlighet att byta till bussar och spårvagnar i Bremen.

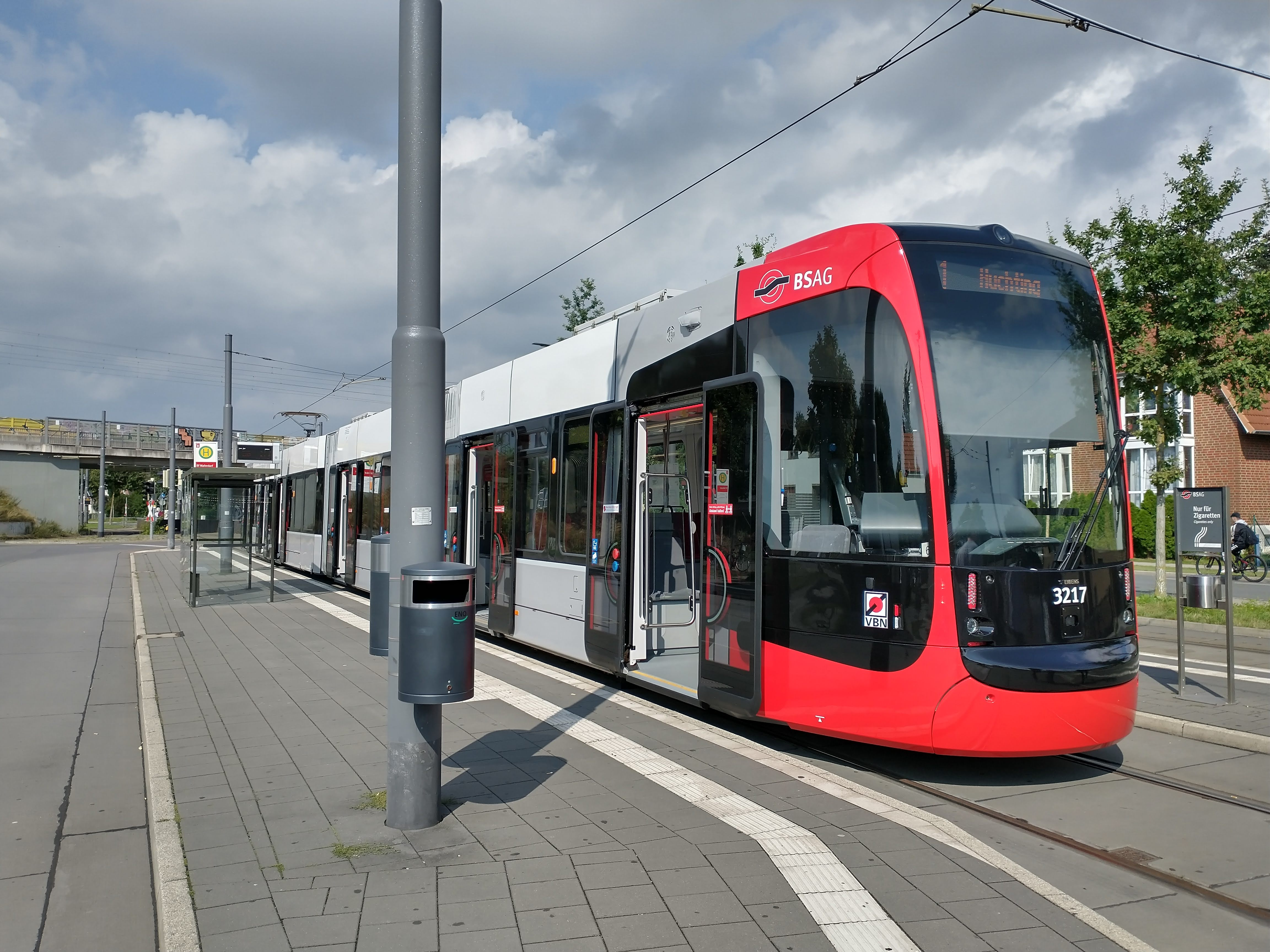
Spårvagn från BSAG vid Bremen-Mahndorf station

På så sätt förbinder busslinjerna områdena mellan spårvagns- och pendeltåg-linjerna. Vid viktiga stationer finns dessutom direkta byten. Stationerna Bremen-Burg, Bremen-Vegesack och Bremen-Blumenthal är knutpunkter i sina respektive stadsdelar, där alla busslinjer som trafikerar stadsdelen samt pendeltåg stannar. Vid alla andra stationer stannar vanligtvis en eller flera linjer i BSAG:s buss- och spårvägsnät och ibland även regionalbusslinjer.